# Louise Pearce
Louise Pearce (5. března 1885 Winchester – 10. srpna 1959 New York) byla americká patoložka pracující na Rockefellerově univerzitě, jenž se významně podílela na vývinu léku na spavou nemoc. Spavá nemoc byla smrtelná epidemie, jenž zpustošila rozsáhlé oblasti Afriky, jen v letech 1900–1906 na ni zemřely dvě třetiny obyvatel protektorátu Uganda. Spolu s dalšími vědci Pearce pracovala na vývinu a testování arsenového léku proti této nemoci. V roce 1920 Pearce odjela do Belgického Konga, kde naplánovala a provedla protokol testování léků pro léčbu lidí nově vyvinutým lékem tryparsamide. Ten se ukázal být v boji proti epidemii úspěšný, s 80% šancí na uzdravení.
Pearce také vyvinula léčebné protokoly pro léčbu syfilisu tryparsamidem. Většinu své kariéry studovala rakovinu u zvířat.